# Rowlandius dumitrescoae
Rowlandius dumitrescoae är en spindeldjursart som först beskrevs av Verner Hawsbrook Rowland och Paul Reddell 1979.  Rowlandius dumitrescoae ingår i släktet Rowlandius och familjen Hubbardiidae. Inga underarter finns listade i Catalogue of Life.